# 반암

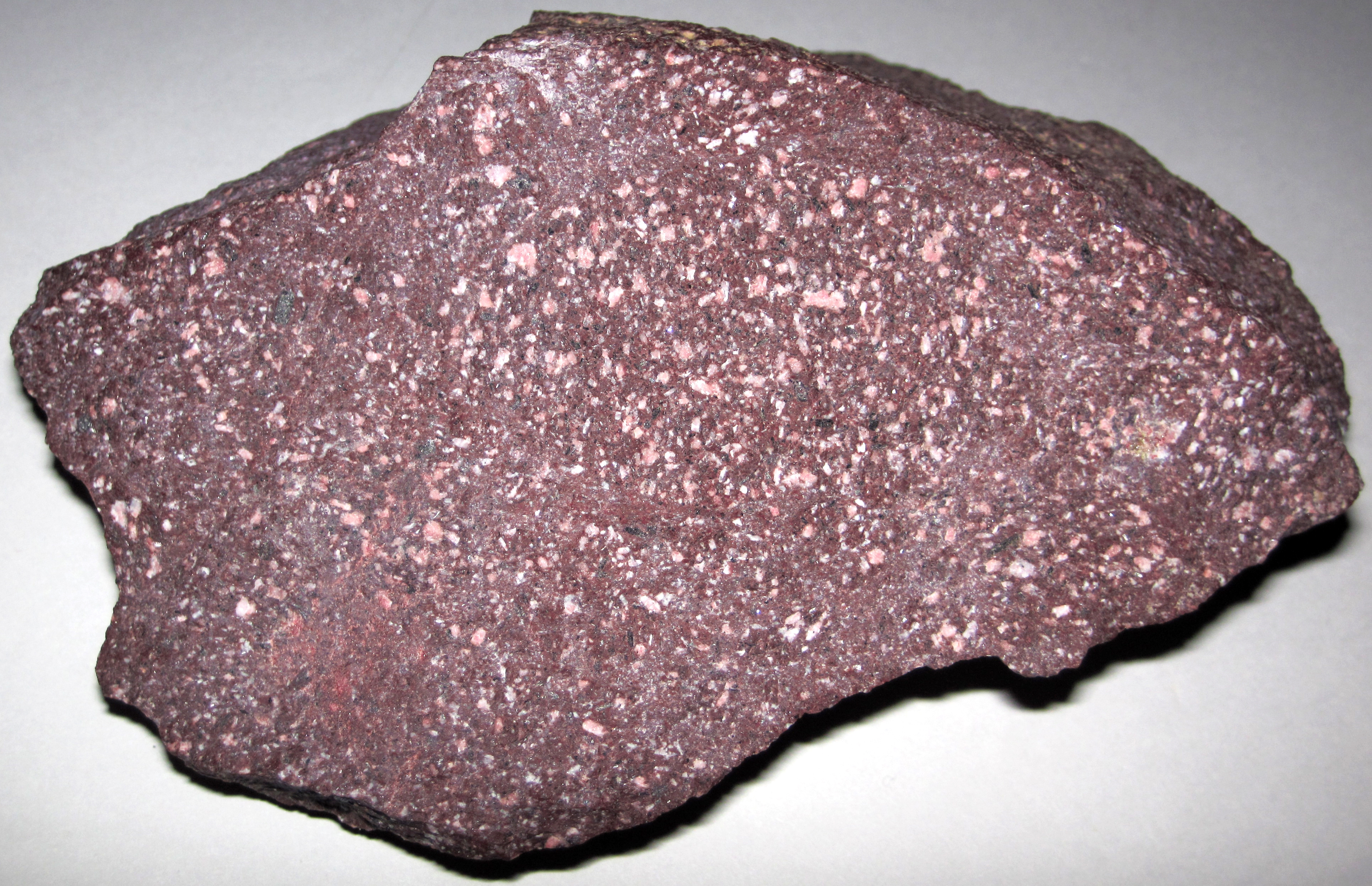

반암(斑岩, porphyry)은 규산염이 풍부한 곳에서 흩어진 장석이나 석영 등 조잡한 결정으로 구성된 화성암을 뜻하는 용어이다. 크기가 큰 결정은 반정으로 부른다.
전통적으로 영단어 prophyry는 반암의 자주색-빨간색 형태를 가리킨다. prophyry의 어원은 자주색을 의미하는 고대 그리스어 낱말 πορφύρα(porphyra)에서 비롯된다. 자주색은 귀족의 색이었다. 일부 저자들은 이 자주색-빨간색 형태의 암석이 고대에서 가장 딱딱한 돌이었다고 주장하였다.
반암에 속하는 암석은 맥반석(麥飯石, barley stone)으로 부른다.